# Der heisse Draht
Der heisse Draht war der Name einer 1983 in Hannover entstandenen Zeitung für (vom ursprünglichen Grundsatz her) kostenlose private Kleinanzeigen in verschiedenen Regionen Deutschlands. Sie erschien bis Ende 2012 einmal wöchentlich.
Der Name der Zeitung ist eine Anspielung auf den Heißen Draht, der zu Zeiten des Kalten Krieges als direkte Telefonleitung zwischen den Machtzentren der damaligen Rüstungsgegner USA und Sowjetunion zur Verhinderung eines Atomkrieges bestand. 1983 hatte der Atomrüstungskonflikt an Brisanz zugenommen und die schnelle telefonische Anzeigenaufgabe ohne Bankverbindung und Anzeigengebühren war etwas Neues – ein Heißer Draht. Auch die Titelseite bestand zur Hälfte aus der großgedruckten telefonischen Anzeigen-Aufgabenummer.
Der Heisse Draht expandierte schnell in benachbarte Regionen. Neben dem Kerngebiet Niedersachsen war der Heisse Draht mit Regionalausgaben in Nordrhein-Westfalen vertreten und arbeitete bundesweit im Anzeigenverbund mit anderen Kleinanzeigenzeitungen.

## Print
Der Verlag „der heisse draht Verlagsgesellschaft mbH & Co. KG“ gab neben dem Heissen Draht ca. 50 weitere Titel in den Rubriken Kfz- und Wohnmobilmarkt, Tier-, Antik- und Sammlermarkt, Freizeit- und Kontaktanzeigen heraus. Die telefonische Aufgabe der Kleinanzeigen war später nicht mehr kostenlos, da sie über kostenpflichtige 0190- bzw. 0900-Sonderrufnummern erfolgte. Auch per Fax aufgegebene Anzeigen waren gebührenpflichtig. Aufgrund der zahlreichen Anrufe vor Anzeigenschluss brach zuvor im hannoverschen Stadtteil List regelmäßig das Telefonnetz zusammen.

## Audiotex und Mehrwertdienste
Das Know-how auf dem Gebiet der Sonderrufnummern und Mehrwertdienste konnte der Verlag über die Jahre weiter ausbauen und gehörte zu den Marktführern. Viele Dienstleistungen in den Bereichen Chat, Dating, Astrologie, Lebensberatung, Gewinnspiele usw. werden durch der Heisse-Draht-Verlag produziert und durch Partner in Funk und Fernsehen, im Videotext oder in Zeitungen beworben.

## Online-Angebote
1996 begann der Verlag, anfänglich noch unter der Domain dhd.de, später unter dhd24.com, sein Angebot auf das Internet auszuweiten, und war 2012 nach eigenen Angaben mit durchschnittlich 8,7 Mio. Visits pro Monat sowie 125 Mio. Seitenabrufen pro Monat eines der reichweitenstärksten Online-Angebote in Deutschland. 10 Jahre später startete unter der Domain deineTierwelt.de laut eigener Darstellung „Deutschlands größte Online-Gemeinschaft für Tierfreunde“.
Ab 2008 war mit dem Bekanntschaftsmagazin privat das erste Special-Interest-Magazin, das nur einem Thema gewidmet war, unter der Domain privat.de im Internet zu erreichen. Die anfänglich überwiegend privaten Kontaktanzeigen wurden im Laufe der Zeit durch professionelle Inserate von Escortagenturen, Prostituierten und Dominas verdrängt. Seit einiger Zeit wird unter der Domain ein deutsches Erotik-Portal betrieben.
Mit der Marke DeineWelten bündelte der Heisse-Draht-Verlag seine Kernkompetenz im Geschäftsbereich E-Commerce und Kleinanzeigen. Dazu gehörten die 2008 gegründete Tochtergesellschaft „DeineTierwelt GmbH & Co. KG“ und die von der Muttergesellschaft betriebenen Plattformen. An DeineWelten waren Verlage wie die Mediengruppe Madsack und der Zeitungsverlag Neue Westfälische beteiligt.
Von 2016 bis 2024 gehörte dhd24.com zur Deine Tierwelt GmbH & Co. KG, die wiederum von der Verlagsgesellschaft Madsack gekauft wurde.
2024 wurde dhd24.com an die markt.de GmbH & Co. KG verkauft, welche die Plattform zum 1. Dezember 2024 einstellte. Angebote und Anzeigen konnten zum Marktplatz markt.de umgezogen werden.

## Fernsehsender
2005 ging unter dem Namen dhd24.tv ein moderiertes Telemedienkanal mit Kleinanzeigen, Shopping-Formaten, Comedy und Liveshows auf Sendung. Der Sender erreichte über Internet, Satellit und Digitalfernsehen über 11 Millionen Haushalte und sprach vorwiegend ein männliches Publikum an. 2013 wurde dhd24.tv eingestellt.